# Zerstörer 1936A (Mob)
Zerstörer 1936A (Mob) var en tyska jagarklass som användes under det andra världskriget.
Efter andra världskrigets utbrott avbröts byggandet av alla nya jagare. Istället beställdes 12 extra fartyg av Zerstörer 1936A-klassen.
För att spara material och ändra konstruktionstiden gjordes några mindre interna interna förenklingar och förändringar i modifikationer. 15 cm kanontornen togs ifrån redan beställda O-klass slagkryssare.
Motorerna förorsakade mindre besvär än de som fanns i de tidigare jagarna, men mot krigets slut uppvisade de kvarvarande fartygen svår korrosion i ångpannorna och i rören.

## Fartyg av klassen
- Z31
  - Påbörjad: Deschimag Bremen, 1 september 1940
  - Sjösatt: 15 april 1941
  - I tjänst: 11 april 1942
  - Öde: skrotad 1958

- Z32
  - Påbörjad: Deschimag Bremen, 1 november 1940
  - Sjösatt: 15 augusti 1941
  - I tjänst: 15 september 1942
  - Öde: sänkt 9 juni 1944

- Z33
  - Påbörjad: Deschimag Bremen, 22 december 1940
  - Sjösatt: 15 september 1941
  - I tjänst: 6 februari 1943
  - Öde: skrotad 1961

- Z34
  - Påbörjad: Deschimag Bremen, 14 januari 1941
  - Sjösatt: 5 maj 1942
  - I tjänst: 5 juni 1943
  - Öde: borrad i sank 26 mars 1946

- Z37
  - Påbörjad: Germaniawerft Kiel, 1940
  - Sjösatt: 24 februari 1941
  - I tjänst: 16 juli 1942
  - Öde: skrotad 1949

- Z38
  - Påbörjad: Germaniawerft Kiel, 1940
  - Sjösatt: 5 augusti 1941
  - I tjänst: 20 mars 1943
  - Öde: skrotad 1949

- Z39
  - Påbörjad: Germaniawerft Kiel, 1940
  - Sjösatt: 5 augusti 1941
  - I tjänst: 21 augusti 1943
  - Öde: skrotad i februari 1964